# Altes Rathaus (Urfahr)

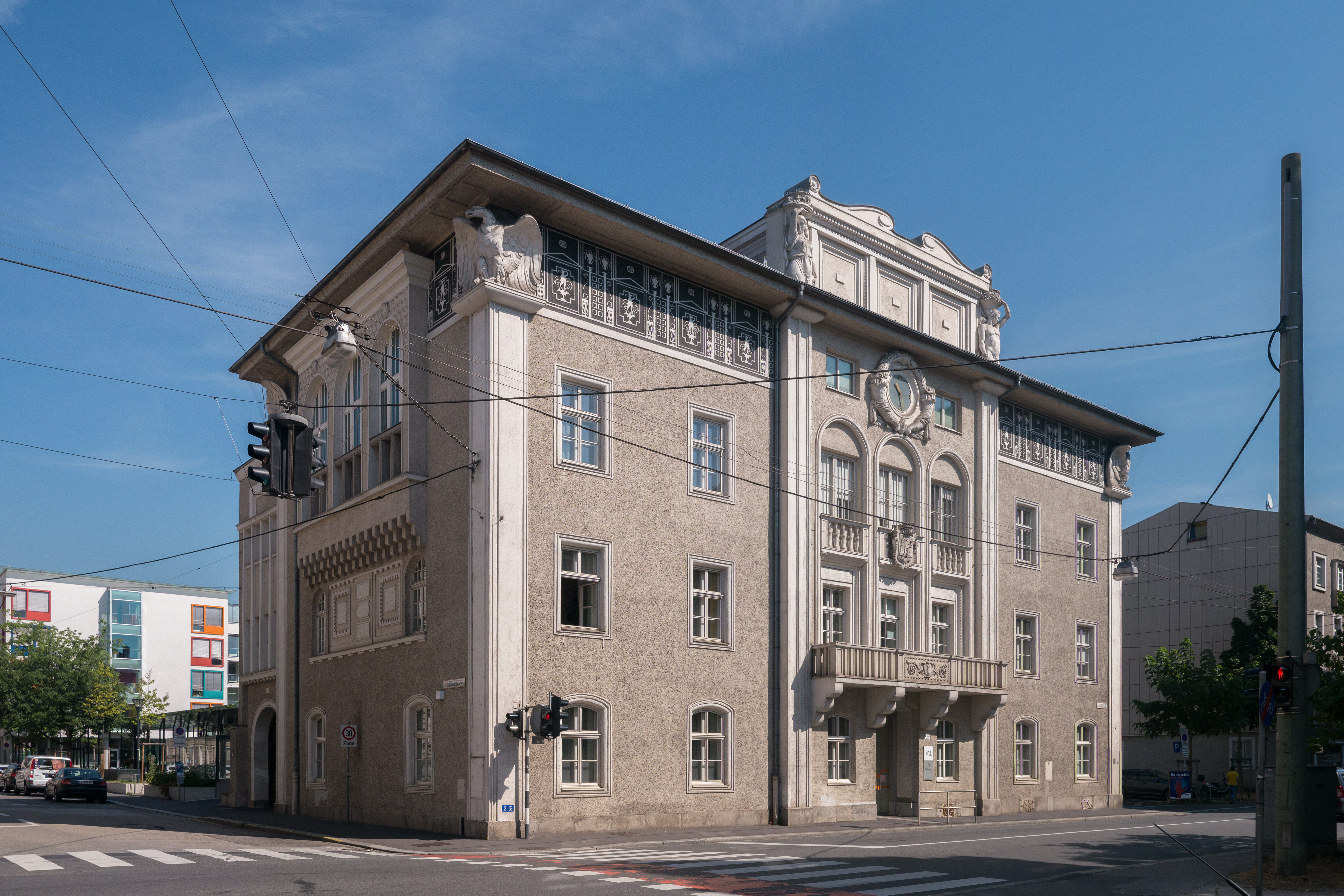
Altes Rathaus Urfahr

Das Alte Rathaus Urfahr befindet sich in der Linzer Rudolfstraße 18 und gehört mit seiner Jugendstilfassade zu den architektonisch bemerkenswertesten Gebäuden des Linzer Stadtteils Urfahr.
Erbaut wurde das denkmalgeschützte Haus im Jahr 1849 und wurde anfangs als Bezirksgericht und Gemeindeverwaltungsgebäude verwendet.
In den Jahren 1911 bis 1913 wurde es vom Architekten Julius Schulte zum Rathaus umgebaut, wobei die heutige Jugendstilfassade entstand. Nach dem Ersten Weltkrieg wurde Urfahr bei Linz eingemeindet und das Gebäude ab diesem Zeitpunkt für verschiedene Ämter und öffentliche Einrichtungen verwendet: in der Ersten Republik diente es dem sogenannten Mietamt und Wohnungsfürsorgeamt, nach dem Zweiten Weltkrieg beherbergte es eine Zeit lang erst eine Zweigstelle der Stadtbücherei sowie die Feuerwehrverwaltung und schließlich das Wohlfahrtsamt.
Das dann acht Jahre lang ungenutzte Gebäude wurde nach einer Sanierung um 24 Mio. Schilling ab Februar 1993 vom heutigen Gebäudemanagement der Stadt Linz genutzt. 2005 und 2006 wurde das Gebäude erneut generalsaniert, umgebaut und mit einem Aufzug versehen und beherbergt nun das Kinder- und Jugendservice der Stadt Linz.
Die Straße hieß ursprünglich Neue Ottensheimer Straße, ab 1875 Rudolfstraße (nach dem Kronprinzen Erzherzog Rudolf), wurde 1921 zur Karl-Marx-Straße nach dem deutschen Philosophen und Politiker Karl Marx und hieß schließlich ab 1934 wieder Rudolfstraße.